# Barbajorgos
Barbajorgos (stryjek Jorgos, barba Jorgos, nw.gr. Μπαρμπαγιώργος, μπαρμπα-Γιώργος, μπάρμπα Γιώργος) – ludowa komiczna postać z greckiego teatru cieni (θέατρο σκιών), bohater ludowych opowieści, wierszy i piosenek. Jest archetypem poczciwego greckiego wieśniaka, mieszkańca Grecji Właściwej, górala Rumelioty zajmującego się pasterstwem.
Ubrany jest w tradycyjny góralski strój z plisowaną spódniczką fustanellą, wełniane pończochy podtrzymywane pod kolanami przez czarne podwiązki z pomponem, buty z zadartymi czubkami i pomponami (caruchi, τσαρούχι), wełnianą kamizelkę, szeroki pas oraz góralską czapkę. Jego atrybutem jest pasterska laska. Nosi zakręcone wąsy i mówi swoistym ludowym dialektem.
Stryjek ma charakter „prawdziwego wieśniaka” – przezorny, nieufny i ostrożny do przesady, dusigrosz, a jednocześnie często naiwny, ze „złotym sercem”. Jego przeciwnikiem jest zwykle Derwenaga, zausznik tureckiego paszy, którego zawsze udaje mu się wyprowadzić w pole. Postać Barbajorgosa jest symbolem tradycyjnej greckiej ludowości wywodzącej się jeszcze sprzed uzyskania niepodległości w 1830, z czasów, gdy ziemie dzisiejszej Grecji wchodziły w skład imperium osmańskiego.
Nazwa postaci pochodzi od greckiego słowa „μπαρμπά” = „stryjek, stary” i imienia „Jorgos” (Γιώργος) będącego zdrobnieniem od Georgiosa (grecki odpowiednik Jerzego).